# ジェルサレム・プランク道路の戦い
ジェルサレム・プランク道路の戦い（ジェルサレム・プランクどうろのたたかい、英: Battle of Jerusalem Plank Road、または第一次ウェルドン鉄道の戦い、英: First Battle of Weldon Railroad）は、南北戦争中の1864年6月21日から23日、バージニア州ピーターズバーグ近くで行われた戦闘である。ピーターズバーグ包囲戦の中で最初に行われた戦闘であり、北軍は包囲線を西に伸ばし、ピーターズバーグへの供給用鉄道を遮断しようとした。北軍ポトマック軍の2個歩兵軍団が鉄道を絶とうとしたが、南軍北バージニア軍第3軍団の中でも主にウィリアム・マホーン准将の指揮する師団に攻撃され追い返された。この勝敗はつかなかった戦闘で、ウェルドン鉄道は一時的に南軍の支配下に入ったが、北軍はその防御線を西に伸ばし、包囲の圧力を増し始めた。

## 背景
1864年6月15日からピーターズバーグに対する襲撃が行われ、市の占領に失敗した後、ユリシーズ・グラント中将は渋々ながらもピーターズバーグを包囲することに決めた。この町は南軍ロバート・E・リー将軍の北バージニア軍が守っていた。ジョージ・ミード少将の指揮する（ただし、上官であるグラントに密に監督されていた）ポトマック軍はピーターズバーグ市の東で、ジェルサレム・プランク道路（現在のアメリカ国道301号線、別名クレーター道路）からアポマトックス川に伸びる塹壕線に入った。
グラントの最初の目標はピーターズバーグとアメリカ連合国の首都であるリッチモンドに通じる、残っていた3本の鉄道、すなわちリッチモンド・アンド・ピーターズバーグ鉄道、西のリンチバーグに伸びるサウスサイド鉄道、ピーターズバーグ・アンド・ウェルドン鉄道とも呼ばれるウェルドン鉄道を確保することだった。ウェルドン鉄道は、ノースカロライナ州ウェルドンの町を経由し、アメリカ連合国で唯一残っている主要港であるウィルミントンに通じていた。グラントは、サウスサイド鉄道とウェルドン鉄道に対して、騎兵隊に幅広い地域での襲撃を行わせることにしたが（ウィルソン・カウツ襲撃、6月22日-7月1日）、その時のポトマック軍の位置から比較的近いウェルドンに対して、然るべき歩兵部隊を派遣することも決めた。ミードはこのとき暫定的にデイビッド・B・バーニー少将が指揮していた第2軍団とホレイショ・ライト少将の指揮する第6軍団を選定した。本来の第2軍団長ウィンフィールド・スコット・ハンコック少将はゲティスバーグの戦いで受けた傷からの快復が長引いていた。この2個軍団が占めていた塹壕線はバミューダ・ハンドレッドから移動してくるジェームズ軍が埋めることとされた。
6月21日、北軍が鉄道に対する任務の準備をしてその戦線を再配置しているとき、突然エイブラハム・リンカーン大統領の訪問を受けた。リンカーンは水路を移動し、グラントが新しく本部に設定していたバージニア州シティポイントで上陸していた。リンカーンはグラントに、「私は船に飛び乗って、貴方に会いに行こうと考えた。何か良いことができるとは考えておらず、実際に悪いことをするのではないかと恐れるが、私は貴方の命令下に身を置いて、貴方が私の悪いことをするのを見た時に、直ぐに追い出してくれればよい」と告げた。リンカーンはグラントと戦略について議論した後、きたるべき戦闘に備えていた第6軍団の者達を訪問した。

## 戦闘

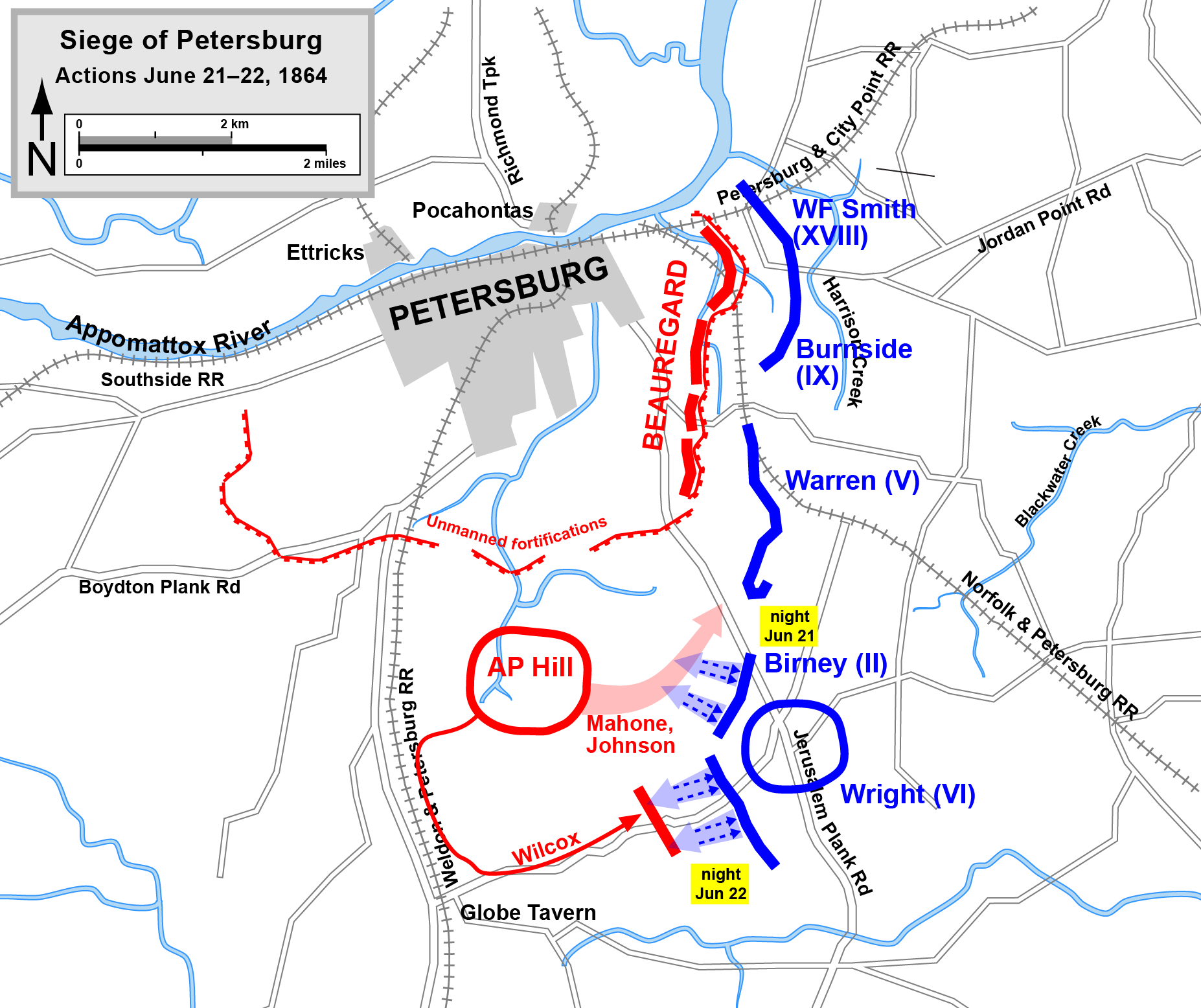
ピーターズバーグ包囲戦、鉄道に対する動きとA・P・ヒルの反撃、6月21日と22日
南軍
北軍

6月21日、第2軍団の1部隊が鉄道の方向を探り、南軍の騎兵隊と小競り合いを演じた。攻撃の作戦は、第2軍団と第6軍団の双方がジェルサレム・プランク道路を越えてから転回して北西に約2マイル (3 km) 進み、鉄道に達することとされた。沼地や藪のある難しい地形のために進軍を遅らされ、6月22日朝には、両軍団の間に隙間が空いていた。第2軍団が計画通り転回を始めたとき、第6軍団が、A・P・ヒル中将軍団のカドマス・M・ウィルコックス少将師団の部隊と遭遇し、進軍するよりも塹壕を掘って入り始めた。ヒル軍団のもう一つの師団を指揮していたウィリアム・マホーン准将が、北軍の2つの軍団の間に空いていた隙間が広がりつつあることを観察し、主要な標的に設定した。

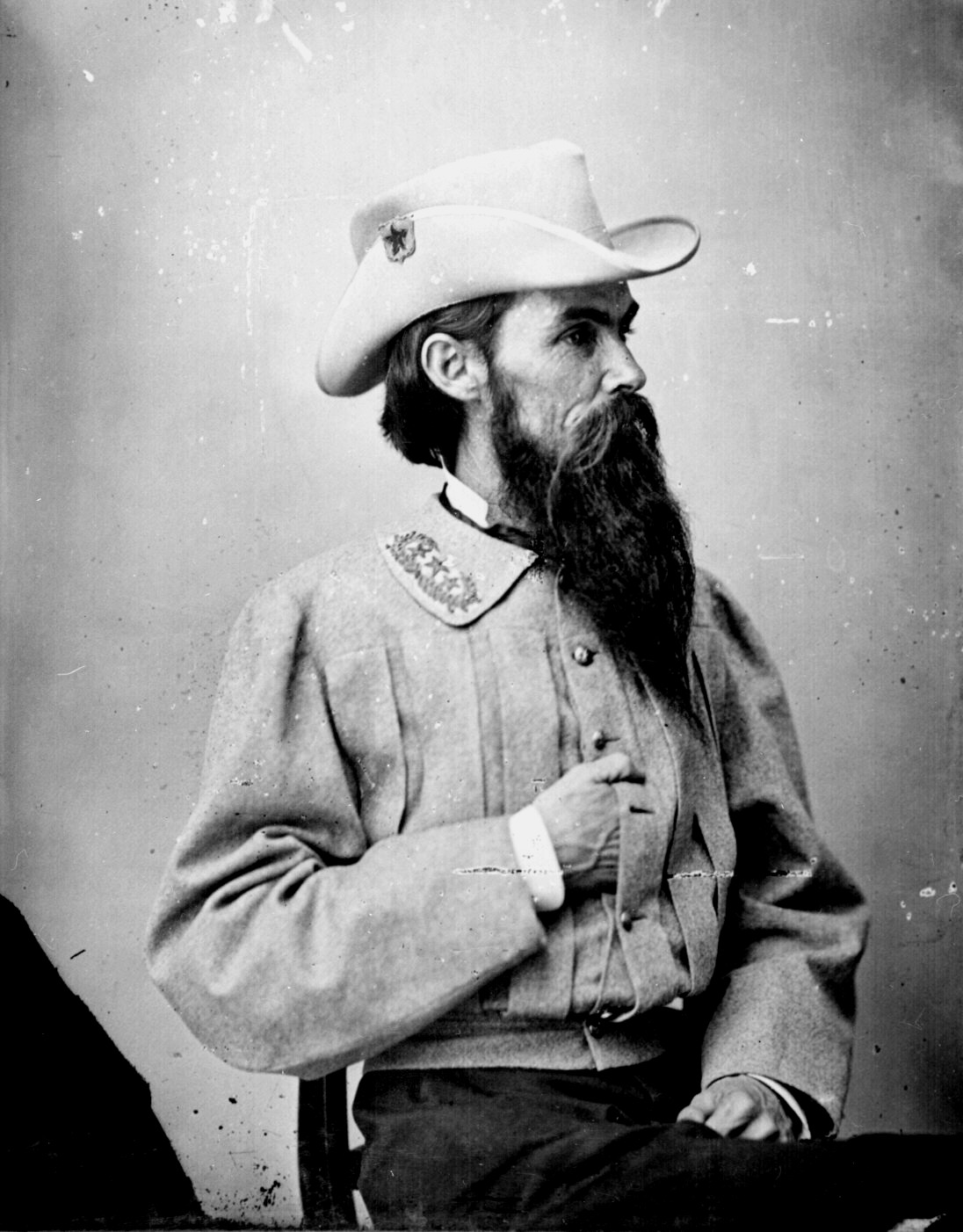
ウィリアム・マホーン准将

マホーンは戦前まで鉄道の技師であり、自らピーターズバーグより南の地域を測量していたので、南軍の攻撃部隊の接近を隠すことのできる谷を知悉していた。ロバート・E・リーはマホーンの作戦を承認し、6月22日午後3時、マホーンの部隊が北軍第2軍団フランシス・C・バーロー准将の師団の後に出現して驚かせた。ある兵士は「この攻撃は北軍兵にとって急襲以上のものだった。それは驚愕だった」と記していた。
バーローの師団は急襲を受けて急速に崩壊した。土盛り工作を行っていたジョン・ギボン准将の師団も後方から急襲され、多くの連隊が安全な場所を求めて逃走した。マホーンは僚友のウィルコックスに急使を送り、攻撃に加わるように求めたが、ウィルコックスはその前面にいる第6軍団の存在が心配であり、なんとか支援のために送った2個連隊も到着が遅すぎて役に立たなかった。第2軍団は前夜6月21日に築いていた土盛り工作の周りに再度集合し、その戦線を構築した。暗闇が訪れて戦闘が止まった。
6月23日、第2軍団は失った陣地を再度確保するために前進したが、南軍が押し返し、確保していた土盛り工作を放棄した。第6軍団はミード将軍からの命令により、午前10時以後に厚い散兵線を送り、再度ウェルドン鉄道に達しようとした。ルイス・A・グラントのバーモント第1旅団の部隊が線路を剥がし始めたが、南軍の大きな歩兵部隊に攻撃された。多くのバーモント兵が捕虜にされ、部隊が追い払われた時には、わずか0.5マイル (800 m) の線路が破壊されただけだった。ミードはライトに前進して敵軍に対するよう繰り返し督促したが、ライトは前日に第2軍団があったような反撃を恐れて移動を拒んだ。午後7時35分、ミードが諦めてライトに「貴方の遅れが致命的だ」と伝えさせた。ミードの副官セオドア・ライマンは「この特別の場合に、ライトは自身が軍団を指揮するに全く適していないことを示した」と記した。

## 戦闘の後
北軍の損失は合計2,962名、南軍は572名だった。この戦闘は引分であり、両軍とも得るものがあった。南軍はウェルドン鉄道の支配を保持することができた。北軍はウェルドン鉄道の短い区間を破壊したあとで追い返されたが、さらに重要なことは包囲線がさらに西に伸びたことであり、それがグラントの1865年春まで続けた戦略になった。ウェルドン鉄道の他の部分はウィルソン・カウツ襲撃で破壊され、さらにグローブタバンの戦い（8月18日-21日、第二次ウェルドン鉄道の戦い）の間に北軍の手に落ちたが、リーはウェルドンから荷車で補給物資を運び、ストーニークリーク駅まで届けることができた。12月7日から11日の遠征で、北軍ガバヌーア・ウォーレン少将がさらに16マイル  (26 km) の線路を破壊し、ウェルドン鉄道を使ってピーターズバーグに補給することを不可能にした。

## 関連図書
- Cross, David Faris. A Melancholy Affair at the Weldon Railroad: The Vermont Brigade, June 23, 1864. White Mane Publishing Company, 2003. ISBN 978-1-57249-332-2.